# Ligne de Annaba à Djebel Onk
La ligne de Annaba à Djebel Onk est l'une des lignes du réseau ferroviaire algérien. D'une 
longueur de 340 km, elle relie Annaba au site minier de Djebel Onk. Les 110 km derniers kilomètres, après Tébessa, sont exclusivement à usage de fret.
Créée dans le prolongement de la ligne Annaba - Ghardimaou (Tunisie), elle est très vite à la fin du XIXe siècle, la ligne la plus importante du pays, grâce au nombreuses mines exploitées dans la région.

## Histoire

### Ligne de Bône à Guelma
Le premier plan ferroviaire de 1857 projetait la construction d'une ligne Bône (Annaba) à Constantine de 200 km. Le projet est retardé par la guerre franco-allemande de 1870.
Une première ligne entre Annaba et Guelma longue de 88 km est concédée en 1874 à la Société de construction des Batignolles créée par Ernest Goüin. Ce dernier crée la Compagnie des chemins de fer Bône-Guelma en 1875 qui se voit rétrocéder la concession en 1876.
Le premier tronçon entre Annaba et Duvivier (Bouchegouf) de 55 km est ouvert à la circulation le 1er septembre 1876, puis jusqu'à Guelma le 23 avril 1877.

### Ligne de Duvivier à Souk Ahras
En 1877, la portion de 52 km entre Duvivier (actuelle Bouchegouf) et Souk Ahras est concédée de nouveau à la Compagnie de Bône à Guelma pour une mise en service le 30 juin 1881.
Cette ligne est ensuite prolongée jusqu'en Tunisie ; la portion entre Souk Ahras et Ghardimaou constitue la future ligne de Souk Ahras à la frontière tunisienne.

### Ligne de Souk Ahras à Tébessa

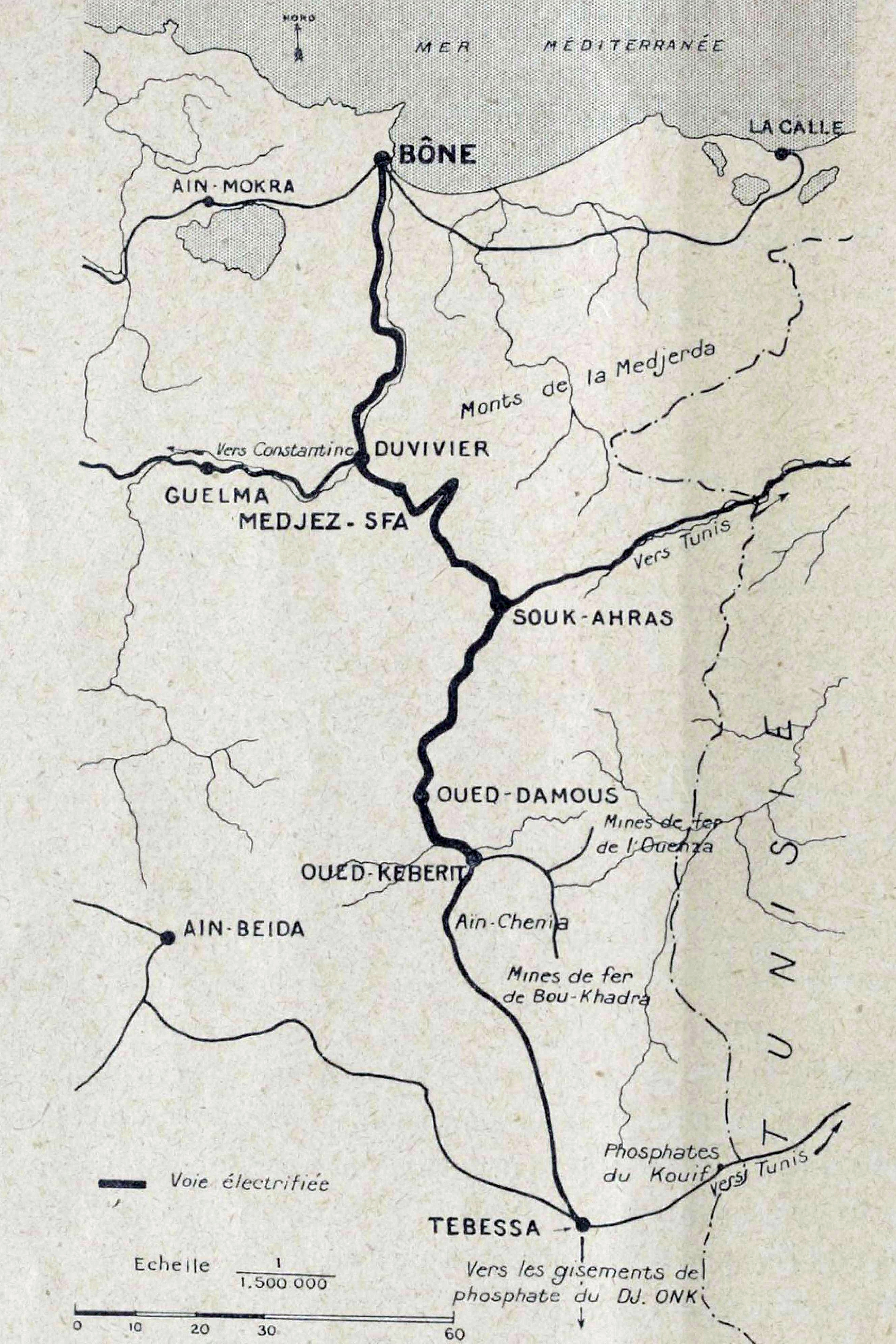
Tracé de la ligne de Bône à Tébessa en 1933.

Dans le cadre du deuxième plan de développement ferroviaire de 1879 est prévue la construction de la ligne de Souk Ahras à Tébessa d'une longueur de 130 km.
La Compagnie de Bône à Guelma se voit attribuer la concession du projet en 1885, construit la ligne en l'exploite à partir du 27 mai 1888.
La ligne est prolongée ultérieurement jusqu'aux mines d'El Kouif sur une distance de 25 km. Cette partie n'est  exploitée que sur une longueur de 3 km jusqu'au dépôt de carburant de Naftal.

### Électrification
Pour faire face au très fort trafic minier, la ligne est mise à voie normale et électrifiée entre 1929 et 1953. C'est la toute première ligne algérienne à être complètement électrifiée.

### Ligne minière de Tébessa à Djebel Onk
Après l'indépendance de l'Algérie, un prolongement de 110 km est créé jusqu'à la mine de phosphate de Djebel Onk dans la commune de Bir el-Ater, au sud de Tebessa. La ligne est ouverte en 1966.

## La ligne

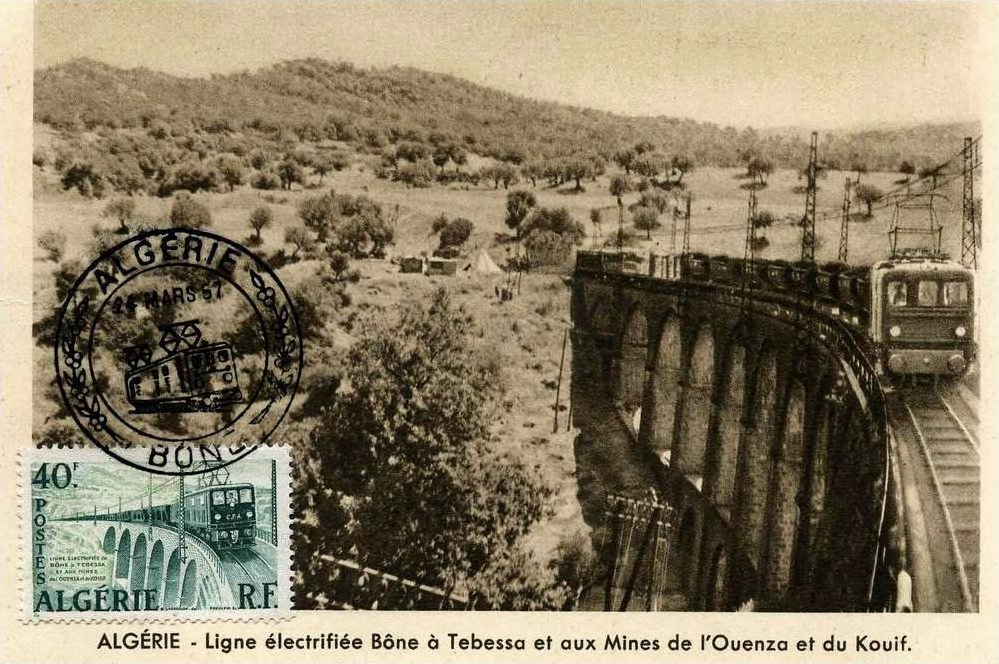
Carte postale ancienne de la ligne de Bône à Tébessa.

### Caractéristiques
La ligne, d'une longueur de 340 km, est une voie unique à écartement standard. Elle est électrifiée en courant continu avec une tension de 3 000 V.

### Tracé et profil
Cette ligne débute dans les basses plaines agricoles d'Annaba puis suit la vallée de l'oued Seybousse jusqu'à Bouchegouf avant de s'élever rapidement au moyen d'importants lacets sur les contreforts des monts de la Medjerdja pour atteindre le seuil de Souk Ahras, situé à plus de 700 mètres d'altitude. Dans cette région, la ligne rencontre des déclivités de 26 % et des rayons de courbures de 200 m par endroits.
La ligne suit ensuite la vallée de l'Oued Chouk pour atteindre la plaine de Madaure puis traverser les plateaux arides de Oued Kebrit et El Aouinet. Enfin elle poursuit son parcours à travers la vallée de l'Oued Chabro jusqu'à Tébessa.
Elle compte sept tunnels d'une longueur totale de deux kilomètres.
Au nord, la ligne est raccordée au terminal ferroviaire du port d'Annaba. Puis, dans la banlieue d'Annaba, elle est raccordée aux lignes d'Annaba à Sidi Amar, de Ramdane Djamel à Annaba et d'El Hadjar à Oued Zied. Sur son parcours jusqu'à Djebel Onk, d'autres lignes s'y raccordent : la ligne de Souk Ahras à la frontière tunisienne, à la sortie sud de la gare de Souk Ahras ; la ligne de Oued Keberit à Ouenza, à l'est de la gare de Oued Keberit ; la ligne de Aïn M'lila à El Aouinet, entre les gares d'El Aouinet et de Sidi Yahia ; et la ligne de Tébessa à Kouif, à l'est de Tébessa.

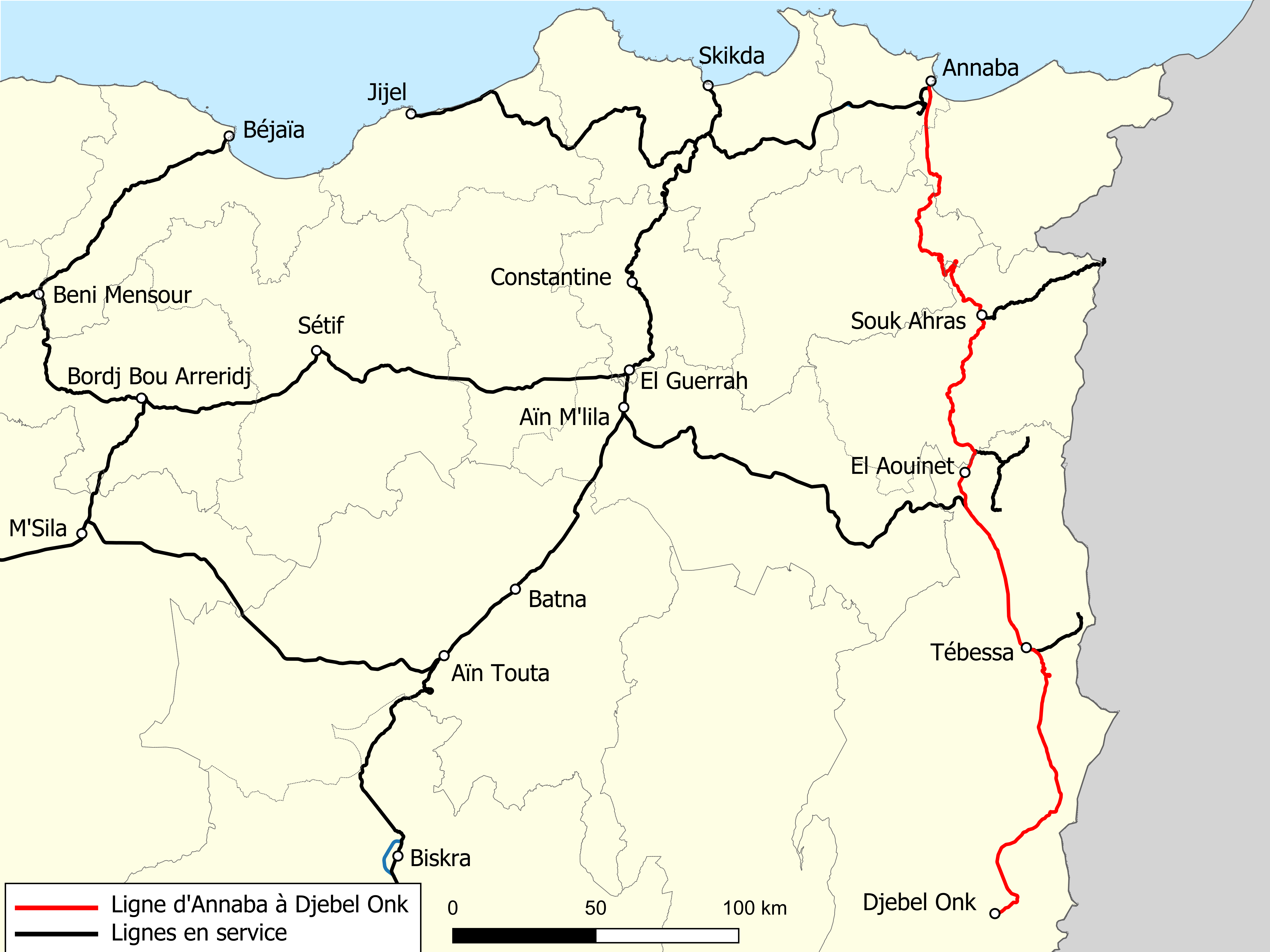
Localisation de la ligne d'Annaba à Djebel Onk dans le nord-est de l'Algérie.

### Vitesse limite
Le trajet entre Annaba et Tébessa s'effectue a une vitesse moyenne de 60 km/h.

### Projets
Lancés à la fin des années 2000,, des travaux de modernisation de la ligne et de son doublement sont en cours de réalisation. En 2022, le taux d'avancement des travaux entre Oued Kebrit et Djebel Onk était de 43 %.
Au mois d'août 2023, le Premier ministre algérien, Aïmene Benabderrahmane, a procédé à la pose de la première pierre du projet de modernisation et de dédoublement de la ligne ferroviaire minière Est dans son tronçon reliant le port d'Annaba à Oued Fragha dans la wilaya de Guelma sur une distance de 54 km. Ce dernier tronçon fait partie de la ligne d'Annaba à Djebel Onk sur une distance de 340 km. La fin du projet et sa réception est prévue en février 2026.

## Service ferroviaire

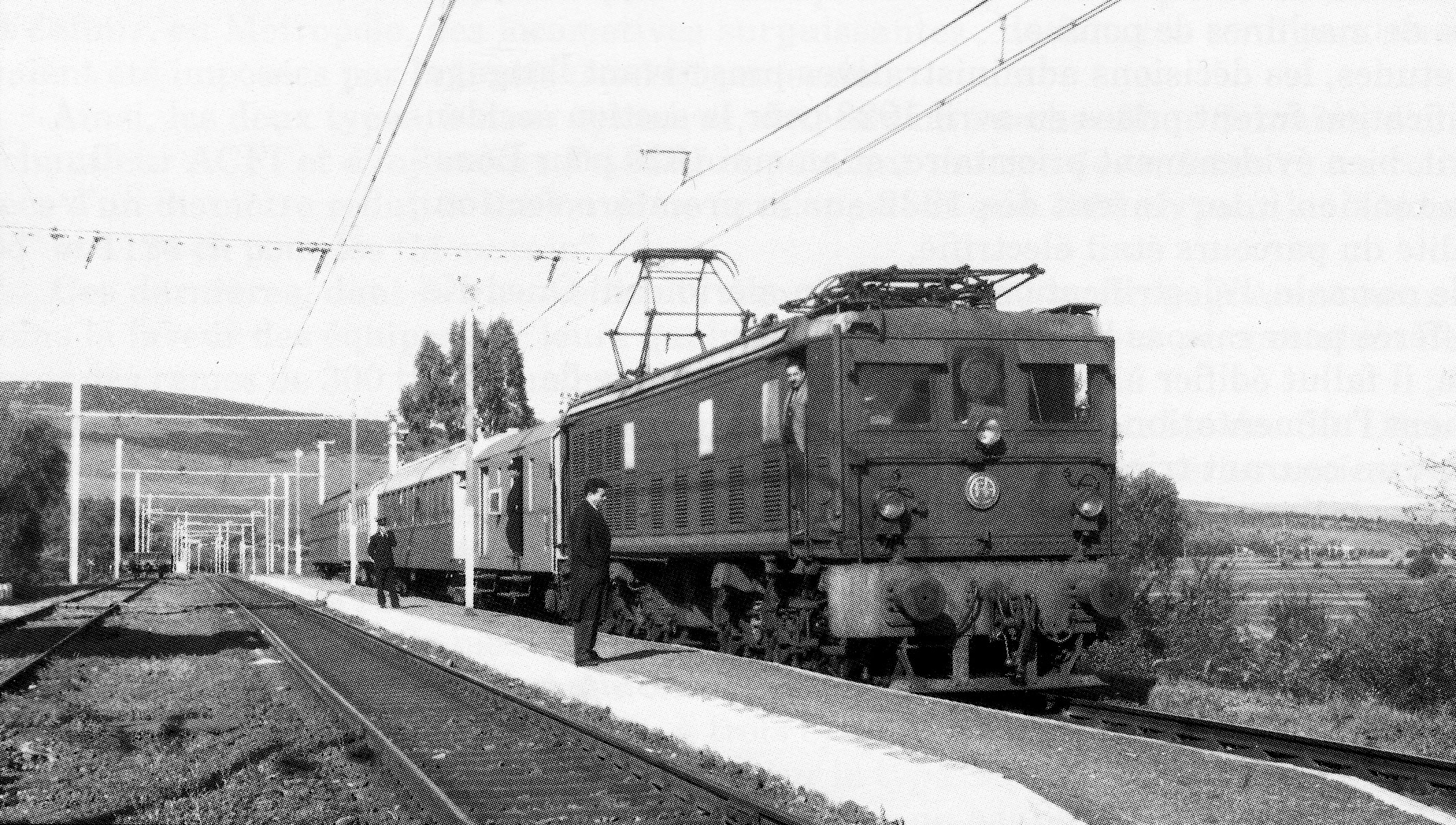
Un train de voyageurs tracté par une motrice SNCFA 6AE entre Annaba et Souk Ahras en 1968.

La ligne permet le trafic voyageurs et de marchandises. Elle est empruntée par :
- les trains grandes lignes des liaisons :
  - Alger - Annaba ;
  - Alger - Tébessa ;
- les trains régionaux des liaisons :
  - Annaba - Tébessa ;
  - Annaba - Chihani Bachir ;
- les trains de banlieue des liaisons :
  - Annaba - Berrahal ;
  - Souk Ahras - Aïn Seynour.

La liaison régionale Annaba - Tébessa est assurée depuis 2018 par des rames Coradia d'Alstom,.
En outre, la ligne est un important axe de transport de minerais provenant de la mine de phosphate de Djebel Onk ou de la mine de fer de Ouenza.

## Gares de la ligne

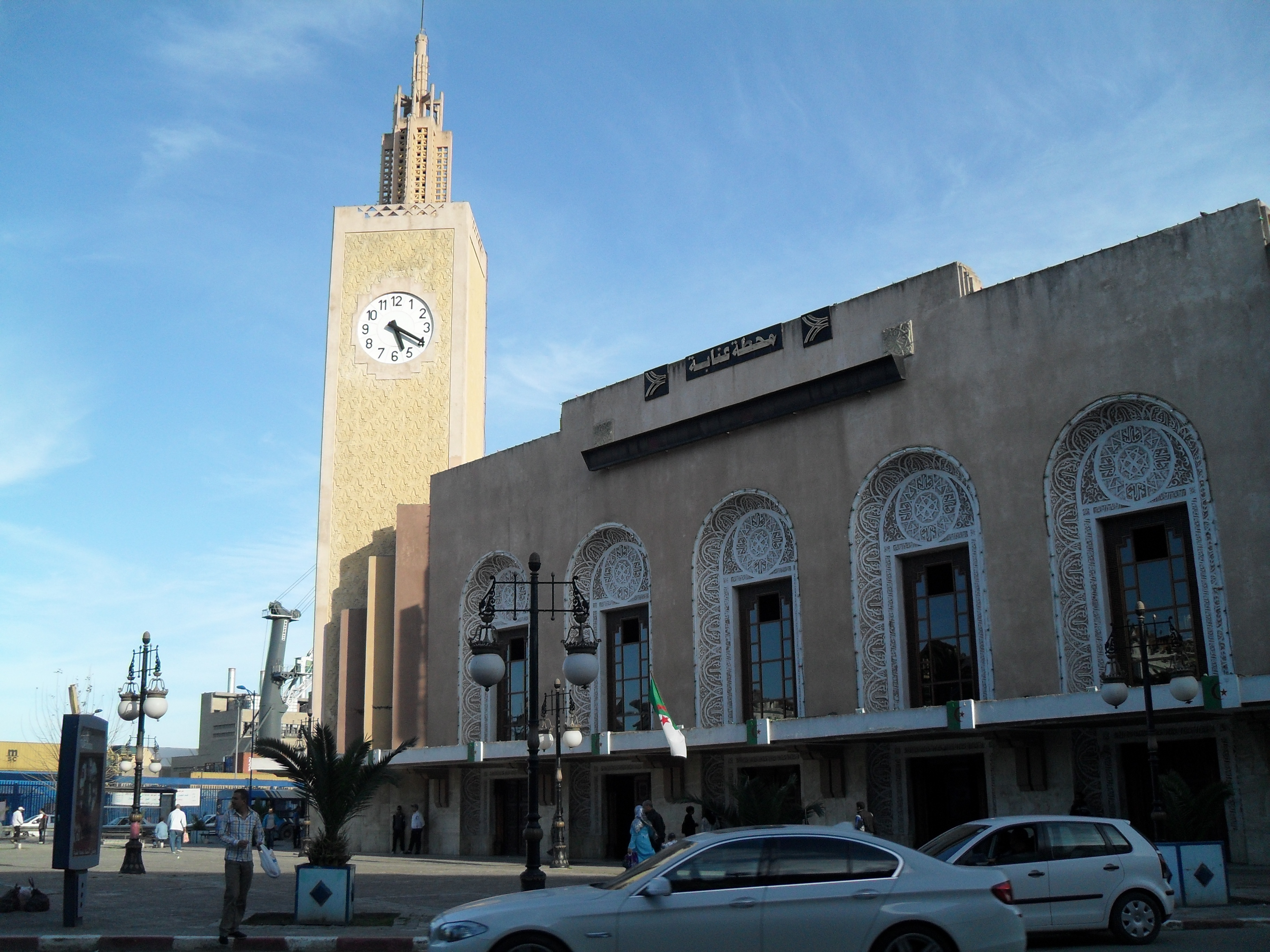
La gare d'Annaba.

| Gare                                      | (PK)    | Informations                           |
| ----------------------------------------- | ------- | -------------------------------------- |
| Annaba                                    | 0       | Grandes lignes, trains régionaux, fret |
| El Hadjar                                 | 10,550  | Trains régionaux                       |
| Chebaita Mokhtar                          | 15,600  | Trains régionaux                       |
| Dréan                                     | 22,600  | Trains régionaux                       |
| Chihani Bachir                            | 29,560  | Trains régionaux                       |
| Regouche Ahmed                            |         | Trains régionaux                       |
| Boukhamouza                               | 41      | Trains régionaux                       |
| Oued Fragha                               | 48      | Trains régionaux                       |
| Boudaroua                                 | 51      | Trains régionaux                       |
| Bouchegouf                                | 55,150  | Trains régionaux                       |
| Medjez Sfa                                | 65      | Trains régionaux                       |
| Aïn Tahmimine                             | 74      | Trains régionaux                       |
| Aïn Affra                                 |         | Trains régionaux                       |
| Mechroha                                  | 90,530  | Trains régionaux                       |
| Aïn Seynour                               | 97      | Trains régionaux                       |
| Résidence universitaire Medaguine Mohamed |         | Trains régionaux                       |
| Souk Ahras                                | 107     | Trains régionaux, fret                 |
| Les Tuileries                             | 114     | Trains régionaux                       |
| Oued Chouk                                | 118     | Trains régionaux                       |
| El Hamri                                  | 125     | Trains régionaux                       |
| Dréa                                      | 131     | Trains régionaux                       |
| M'daourouch                               | 139     | Trains régionaux                       |
| Oued Damous                               | 151     | Trains régionaux                       |
| Oued Keberit                              | 163,170 | Trains régionaux                       |
| El Aouinet                                | 171,190 | Trains régionaux                       |
| Sidi Yahia                                | 185     | Grandes lignes                         |
| Morsott                                   | 198,800 | Grandes lignes, trains régionaux       |
| Tébessa                                   | 231     | Grandes lignes, trains régionaux, fret |
| Djebel Onk                                | 340     | Fret                                   |